# Autobiography
Autobiography är sångerskan Ashlee Simpsons debutalbum. Namnet är engelska för självbiografi. Inspelningen av albumet har skildrats i TV-serien The Ashlee Simpson Show på MTV. 
Autobiography gick genast in på förstaplatsen på den amerikanska Billboardlistan, trots att den hade fått en del dåliga recensioner. Tre singlar släpptes från albumet. Den första och mest framgångsrika var Pieces of Me, som blev en stor hit i många länder. De senare singlarna Shadow och La La sålde inte riktigt lika bra, men var ändå populära.
I september 2004 hade Autobiography sålt tredubbel platina. Nu har skivan sålts i ungefär 3,5 miljoner exemplar världen över.
I TV-programmet The Ashlee Simpson Show på MTV kunde man följa hur albumet blev till. Detta var ett mycket effektivt sätt att göra reklam för skivan. Försäljningen minskade häftigt efter Ashlee Simpsons mim-skandal i programmet Saturday Night Live.

## Låtarna
Här är hela låtlistan (på den europeiska versionen av albumet):
| Nr  | Titel                           | Låtskrivare                                                       |      |
| --- | ------------------------------- | ----------------------------------------------------------------- | ---- |
| 1.  | "Autobiography"                 | Ashlee Simpson, Kara DioGuardi, John Shanks                       | 3:34 |
| 2.  | "Pieces of Me"                  | Ashlee Simpson, Kara DioGuardi, John Shanks                       | 3:39 |
| 3.  | "Shadow"                        | Ashlee Simpson, Kara DioGuardi, John Shanks                       | 3:59 |
| 4.  | "La La"                         | Ashlee Simpson, Kara DioGuardi, John Shanks                       | 3:44 |
| 5.  | "Love Makes the World Go Round" | Ashlee Simpson, John Shanks                                       | 3:45 |
| 6.  | "Better Off"                    | Ashlee Simpson, Kara DioGuardi, John Shanks                       | 3:28 |
| 7.  | "Love Me for Me"                | Ashlee Simpson, Shelly Peiken, John Shanksder                     | 3:29 |
| 8.  | "Surrender"                     | Ashlee Simpson, Kara DioGuardi, John Shanks                       | 3:20 |
| 9.  | "Unreachable"                   | Ashlee Simpson, Stan Frazier, Steve Fox, Robbie Nevil, Billy Mann | 3:54 |
| 10. | "Nothing New"                   | Ashlee Simpson, Kara DioGuardi, John Shanks                       | 3:08 |
| 11. | "Giving It All Away"            | Ashlee Simpson, John Feldmann                                     | 2:58 |
| 12. | "Undiscovered"                  | Ashlee Simpson, John Shanks                                       | 5:01 |
| Nr  | Titel (Bonus Track)             | Låtskrivare                                                       |      |
| 13. | "Harder Everyday"               | Ashlee Simpson, John Feldmann, Benji Madden                       | 3:29 |

## Singlar
- Pieces Of Me
- Shadow
- La La

Autobiography börjar med textrader som speglar svåra tider, och fortsätter sedan lite mer optimistiskt. Sången har fått blandad kritik, vissa menar att den är långtråkig.
Pieces of Me handlar om all lycka och tröst som förhållande med Ryan Cabrera innebar för Ashlee. Det är en mjuk rockballad med mycket gitarr.
Shadow är den tredje sången. Den beskrivs ofta som den mest personliga av alla på albumet. Det är en ganska långsam melodi, och texten handlar om Ashlees barndom, och att hennes berömda storasyster Jessica Simpson alltid fick stå i centrum och ta mest plats. Det beskrivs också hur Ashlee kunda göra sig fri och få igenom sina egna drömmar när hon blev äldre, och att hon förlåter sin familj för allt som varit.
La La är en sång med text som anspelar på sex. Ashlee själv säger att den handlar om att ha kul och njuta av livet. Den är snabb om punk-inspirerad, och Ashlees röst låter ofta skrikig.
Love Makes the World Go Round handlar om besvikelsen och sorgen man kan känna när ett förhållande tar slut. 
Better Off har beskrivits som en glad och "bubblig" sång. Vissa tycker att den påminner om sångerskan Hilary Duff. Texten handlar om lyckan när man träffat en underbar kille.
Love Me for Me handlar om självförtroende, och den tar också upp motsägande känslor inom förhållanden. 
Surrender är en av de mer poppiga låtarna på skivan. Den handlar om hur det är att göra slut.
Unreachable har mycket piano i sig. Texten handlar om ånger efter att ha rusat in alldeles för fort i ett förhållande. 
Nothing New beskriver hur jobbigt det är att ha dåligt tålamod när det står still i ett förhållande. 
Giving It All Away uppmuntrar lyssnaren att ta vara på sitt liv och stå på egna ben. Ashlee säger att denna och nästa låt är hennes absoluta favoriter av alla på skivan.
Undiscovered skrevs efter att Ashlee hade gjort slut efter ett tvåårigt förhållande med Josh Hartnett. Den handlar om att Ashlee saknar Josh, och att hon bara vill att det ska vara som det var när det var som bäst mellan dem.